# Jean-Emmanuel Gilibert
Jean-Emmanuel Gilibert (Lyon, 21 de junio de 1741 - Lyon, 2 de septiembre de 1814) fue un político y botánico francés. Fue alcalde de Lyon, masón, doctor en Medicina, miembro de la Académie de Lyon.

## Biografía
Estudia medicina en Montpellier de 1760 a 1764. Obtenido su diploma, abre un consultorio en Lyon, y consagra su tiempo libre a herborizar en la región. Funda un jardín botánico en el Barrio de Brotteaux, mas la operación lo arruina completamente, porque no recibe nada para el sostenimiento de parte de la Administración. Afectado, acepta, gracias a los auxilios de Albrecht von Haller (1758-1823) y de Antoine Gouan (1733-1821), un puesto en Grodno, ciudad en la que el rey de Polonia, Estanislai II (1732-1798) trata de modernizar la enseñanza de la historia natural y de la medicina. Otra vez, funda un jardín botánico y una Escuela para niñas. Acepta en 1774, y llega en 1775. Su misión se cumple muy bien, montando una estructura docente útil, mejorando el conocimiento de la flora y de la fauna de la región.
Publica Flora lithaunica inchoata (1781) describiendo 112 especies, Indigatores Naturæ in Lithuania (1781), Exercitium botanicum in Schola principe Universitatis Wilensis peractum (1782), Exercitia phytologica (1792). Cesan sus funciones en 1783, probablemente afectado por conflictos con la administración regia y también al clima lituano y probablemente también nostálgico de su país. Será reemplazado por Georg Forster (1754-1794). Siempre guardará una profunda afectación por Lituania.
Gilibert retorna a Lyon en 1783 siendo médico en el Hôtel-Dieu. Luego publica extractos de los libros de C. Linneo (1707-1778), reponiendo las Démonstrations élémentaires de botanique que habían sido publicadas anónimamente por Marc A.L.C. de La Tourrette (1729-1793) y François Rozier (1734-1793). Transforma todo completamente y las enriquece notablemente a las planchas. Algunas de entre ellas eran rescatadas de la obra de P. Richer de Belleval (v. 1564-1632), y de otros diversos autores como Sébastien Vaillant (1669-1722) o el mismo Linneo. La obra se publica en 1789 y conoce numerosas reediciones. Por fin impone su idea del jardín botánico, y se le confía la implantación del Jardin des plantes de Lyon sobre las puntas de la colina de la Croix-Rousse. En 1805 ocupa la dirección.
Su vida oscila con la Revolución, Gilibert decide lanzarse a la política. En 1793, girondino, es electo alcalde de Lyon, mas será encarcelado por los montagnardos. Liberado en mayo de 1793, será presidente de la "Comisión de Salud Pública" y anima la resistencia lionesa a Robespierre y a los armados montagnardos.
Superado este periodo problemático, va a publicar en 1798, la Histoire des plantes d’Europe, en 1800, el Médecin naturaliste ou Observations de médecine et d’histoire naturelle, y finalmente, en 1810, el Synopsis plantarum horti Lugdunensis.

## Honores

### Epónimos
En 1794, Hipólito Ruiz López (1754-1815) y José A. Pavón (1754-1844) le dedican el género Gilibertia de la familia de Araliaceae.
Especies
- (Apiaceae) Silaus gilibertii Besser ex Eichw.[2]

- (Ranunculaceae) Batrachium gilibertii V.I.Krecz.[3]